# Carl Simonsson
Carl Simonsson (ur. 30 listopada 1911 – zm. 13 sierpnia 1992) – piłkarz szwedzki grający na pozycji napastnika. W swojej karierze rozegrał 2 mecze i strzelił 1 gola w reprezentacji Szwecji.

## Kariera klubowa
W swojej karierze piłkarskiej Simonsson grał w klubie Jönköpings Södra IF. Zadebiutował w nim w 1942 roku i grał w nim do 1951 roku. W sezonie 1949/1950 wywalczył z nim wicemistrzostwo Szwecji.

## Kariera reprezentacyjna
W reprezentacji Szwecji Simonsson zadebiutował 26 sierpnia 1945 roku w wygranym 7:2 towarzyskim meczu z Finlandią, rozegranym w Göteborgu. Od 1945 do 1949 roku rozegrał w kadrze narodowej 2 mecze i zdobył 1 gola.